# Boran-sur-Oise
Boran-sur-Oise è un comune francese di 2 156 abitanti situato nel dipartimento dell'Oise della regione dell'Alta Francia.

## Società

### Evoluzione demografica
Abitanti censiti